# Arrangement
Pour les articles homonymes, voir Arrangement (homonymie).
En mathématiques, l'arrangement, défini pour tout entier naturel n et tout entier naturel k inférieur ou égal à n, est le nombre de parties ordonnées de k éléments dans un ensemble de n éléments. Il est noté {\displaystyle A_{n}^{k}}.
L'arrangement fait partie de l'analyse de dénombrement (ou combinatoire) et est utilisé, entre autres, dans le calcul de probabilité.
Lorsque l'on choisit k objets parmi n objets et que l’ordre dans lequel les objets sont sélectionnés revêt une importance, on peut les représenter par un k-uplet d'éléments distincts et on en constitue une liste ordonnée sans répétition possible, c'est-à-dire dans laquelle l'ordre des éléments est pris en compte (si l'on permute deux éléments de la liste, on a une liste différente, et un élément ne peut être présent qu'une seule fois). Une telle liste ordonnée est un arrangement.
Le nombre d'arrangements que l'on peut composer est noté {\displaystyle A_{n}^{k}} (lire « A » « n » « k ») et vaut :
{\displaystyle A_{n}^{k}=n\left(n-1\right)\left(n-2\right)\cdots \left(n-k+1\right)}.
Cette formule peut se comprendre à l'aide d'un arbre des choix successifs, puisque le premier élément est choisi parmi n, le second parmi (n – 1)… et le dernier parmi (n – k + 1).
Avec la notation factorielle, où n! = 1×2×…×n, cette formule devient
{\displaystyle A_{n}^{k}={\dfrac {n!}{(n-k)!}}\quad {\mbox{pour }}k\leq n,}
En particulier, {\displaystyle A_{n}^{k}=0} pour k > n (ce qui exprime le principe des tiroirs).
Il s’agit en fait de la factorielle décroissante appliquée aux seuls entiers naturels :
{\displaystyle A_{n}^{k}=n^{\underline {k}}}.
Algébriquement, {\displaystyle A_{n}^{k}} est le nombre d'injections d'un ensemble à k éléments vers un ensemble à n éléments.
Le nombre d'arrangements est lié au coefficient binomial {\displaystyle {n \choose k}} (anciennement {\displaystyle C_{n}^{k}}) par :
{\displaystyle {n \choose k}={\dfrac {A_{n}^{k}}{k!}}}.

## Exemples

### Exemple d'énumération d'éléments par arrangement
Soit un ensemble de 4 éléments E = {a, b, c, d}. Les arrangements sans répétition de 3 éléments choisis parmi les 4 éléments de E sont :
{\displaystyle {\begin{matrix}(a,b,c),&(a,c,b),&(b,a,c),&(b,c,a),&(c,a,b),&(c,b,a),\\(a,b,d),&(a,d,b),&(b,a,d),&(b,d,a),&(d,a,b),&(d,b,a),\\(a,c,d),&(a,d,c),&(c,a,d),&(c,d,a),&(d,a,c),&(d,c,a),\\(b,c,d),&(b,d,c),&(c,b,d),&(c,d,b),&(d,b,c),&(d,c,b).\end{matrix}}}
Il y en a {\displaystyle A_{4}^{3}=24.}

### Exemple de dénombrement pourngrand
À un examen, cinq candidats tirent les uns après les autres un sujet dans une urne contenant des questions toutes différentes. Le premier tirage se fera sur un ensemble de 50 questions possibles. À chaque tirage suivant, la question qui vient d'être tirée est enlevée de l'urne. Ainsi, en faisant passer les cinq candidats, le tirage se fait d'abord sur 50, puis sur 49, et ainsi de suite jusqu'à 46 qui représente l'ensemble des questions restantes dans l'urne avant le dernier tirage. Le nombre d'arrangements pour cette série de 5 questions prises parmi 50 est alors 50 × 49 × 48 × 47 × 46.
Si l'on remettait la question tirée de nouveau dans l'urne à chaque tirage, ce serait un arrangement avec répétition de 5 (k) parmi 50 (n), et la solution vaudrait 505.
Exemples d'arrangements :
- une phrase sans répétition de mot est un arrangement du dictionnaire ;
- une association forme son bureau (président, trésorier, secrétaire) à partir des membres de l'association ; le bureau est un arrangement de l'association ;
- le podium d'une course est un arrangement de l'ensemble des participants.

## Définition
Définition — 
Soient E un ensemble fini de cardinal n et k un entier naturel. 
Un k-arrangement de E (ou k-arrangement sans répétition de E, ou encore arrangement sans répétition de n éléments pris k à k) est une application injective de {1, 2, ..., k} dans E.
Plus explicitement : c'est un k-uplet (a1, a2, ..., ak) d'éléments de E tel que pour tous i, j ∈ [1, k] distincts, on ait ai ≠ aj.
Remarque
Construire un arrangement revient à placer les uns après les autres, k objets discernables pris parmi n, dans k cases numérotées et donc une permutation de n éléments est un n-arrangement de n éléments. La notion d'arrangement généralise ainsi celle de permutation.

## Théorème
Théorème — Soient E un ensemble fini de cardinal n et k un entier naturel. Le nombre de k-arrangements sans répétition de E, noté {\displaystyle A_{n}^{k}}, est donné par :
{\displaystyle A_{n}^{k}=\left\{{\begin{matrix}0&{\rm {\,si\,}}&k>n\\n\left(n-1\right)\left(n-2\right)\cdots \left(n-k+1\right)={\dfrac {n!}{(n-k)!}}&{\rm {\,si\,}}&k\leq n.\end{matrix}}\right.}
C'est aussi le nombre d'injections de F dans E pour n'importe quel ensemble F de cardinal k.
Pour une démonstration intuitive et une démonstration formelle, voir le lien ci-dessous vers Wikiversité.